# 小圓帽
小圓帽是一种沒有帽簷的帽子，小圓帽由布料、毡绒、羊毛、皮革或丝绸制成。20世纪上半叶，有一種小圓帽在一些大学和兄弟会中比較流行，它由四塊或六塊毡绒缝合在一起。這種小圓帽的顏色就是學生所在学校的代表色。

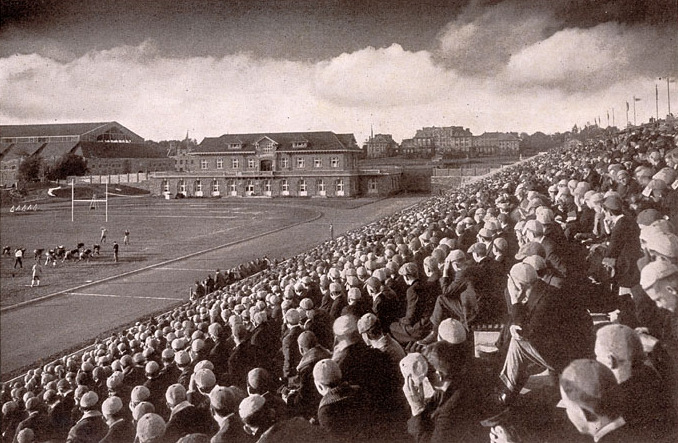
1919年戴著小圓帽的康奈尔大学新生